# Barátúri-tó
A Barátúri-tó mesterséges állóvíz a Baranyai-hegyhát egyik völgyében.  Záportározónak építették, fő rendeltetése, hogy a Baranya-csatorna felső szakaszáról, illetve a másik irányból a Kaszánya-patakon érkező árvizektől megóvja az alatta fekvő területeket, településeket.  Ezenkívül a helyiek a turisztikai és egyéb hasznosítását is tervezik. 

## Nevének eredete
A tározó elnevezésére 2018 januárjában hirdetett pályázatot a Baranya Megyei Önkormányzat, a Dél-Dunántúli Vízügyi Igazgatóság és a két érintett település, Magyarhertelend és Magyarszék. A győztes javaslatot, amelyet egymástól függetlenül egy barátúri és egy pécsi pályázó is beküldött, több mint száz névötlet közül nyelvi előszűrés után választotta ki az avatásig a vízügyi vezetőkből és helyi polgármesterekből álló zsűri.  A név Magyarhertelend községrészére, Barátúrra utal, amelynek területén a tó nagyrészt elterül.

## Története
Miután az állóvíz létrehozását megelőző évtizedben a szélsőséges időjárás következményeként gyakran fordultak elő a vidéken rövid ideig tartó, de heves esők, amelyek elöntéseket, jelentős károkat okoztak, szükségessé vált egy árvízcsúcs-csökkentő tározó megépítése, amely kezelni tudja ezeket a nehezen előrelátható, gyors lefolyású árvizeket, és így megóvja az alatta elterülő részeken élő mintegy négyezer lakót is.  A tó előkészítése és megépítése az Országos Vízügyi Főigazgatóság és a Dél-dunántúli Vízügyi Igazgatóság konzorciumának „Záportározó építése a Baranya-csatorna vízgyűjtőjén” elnevezésű, európai uniós támogatású projektjeként, közel kétmilliárd forintból valósult meg 2016-2019 között. Az avató-névadó ünnepséget 2019. július 11-én tartották, az üzemvízszintjét a Barátúri-tó 2020 februárjában érte el.

## Leírása
A tó egy északi és egy déli medencére osztható, közöttük a választóvonalat egy mélyen benyúló félsziget képezi, amelynek a végén az eredeti növényzetből meghagyott nagy fa áll. A záportározó az év nagy részében, vagyis a 151 méteres (mBf) üzemvízszintjekor 28 hektáros vízborítású, és ilyenkor 410 000 m³ vizet tartalmaz. Áradáskor azonban ez 870 000 m³-rel megnövelhető, amivel a tó 153 méteres (mBf) szinten eléri az 53,5 hektáros felszíni területet és az 1 280 000 m³ kapacitást. A tározó hossztöltéses kialakítású, a 2600 méteres hossztöltésen lévő 60 méter szélességű oldalbukón keresztül ömlik a tározótérbe a Baranya-csatorna többlet vízhozama.  

## Hasznosítása
A legfőbb szerepe árvízvédelmi, de komplex hasznosítású tóként a fürdésre, vízi sportokra, horgászatra és egyéb gazdasági célokra való használatát is tervezik.